# Cosoleacaque
Cosoleacaque è una municipalità dello stato di Veracruz, nel Messico centrale, il cui capoluogo è la località omonima.
Conta 117.725 abitanti (2010) e ha una estensione di 277,98 km². 	 		
Il nome della località in lingua nahuatl significa luogo dei pavoni e degli scriccioli.